# World Painted Blood
World Painted Blood (рус. Мир, окрашенный кровью) — одиннадцатый студийный альбом американской трэш-метал-группы Slayer, выпущен на лейбле American Recordings/Sony Music 3 ноября 2009 в США, мировой выпуск состоялся 2 ноября 2009. Также альбом был выпущен 28 октября 2009 года в Японии, и 30 октября 2009 в Австралии. Однако альбом попал в сеть несколько раньше официального релиза, а именно 24 октября 2009 года. Спродюсирована новая работа продюсерами Грегом Фидельманом и Риком Рубином.
Данный альбом стал последним альбомом Slayer, записанным в «золотом» составе с Дэйвом Ломбардо, который покинул группу в феврале 2013, и Джеффом Ханнеманом, который умер 2 мая того же года.

## Об альбоме
Slayer записали в студии 13 песен, 7 песен написаны Джеффом Ханнеманом и 6 песен Керри Кингом, но в финальную версию альбома включены лишь 11 песен. «World Painted Blood» был распродан в количестве 41,000 копий в США на первой неделе, и занял #12 позицию на Billboard 200.
В интервью гитарист Slayer, Керри Кинг, поведал о предстоящем альбоме «World Painted Blood», релиз которого состоялся в начале ноября на лейбле American Recordings/Sony Music. Также официальный сайт подтвердил название 10 альбома «World Painted Blood». 20 августа 2009 года, Roadrunner Records подтвердили список песен альбома. 15 сентября 2009 года, были продемонстрированы обложки альбома. Альбом выпущен с четырьмя различными обложками, если их соединить вместе, получится изображение карты мира, покрытой кровью.
Керри Кинг о записи альбома «Мне нравится, когда Джефф Ханнеман сочиняет так много, как в этот раз», говорит Керри Кинг. «Когда есть парень, который делает большую часть работы по сочинению музыки и текстов, у тебя есть только одна перспектива. Большая часть материала Джеффа имеет очень панковское направление. Те песни, что сочинил я, звучат как трэш, но с небольшой примесью панка, а когда музыку пишет Джефф, то получается панк с примесью трэша. Вместе всё это звучит отлично».
Дэйв Ломбардо сказал о записи альбома в интервью Capital Chaos: «Запись этого диска была одним из наилучших опытов группы на сегодняшний день. Мы собирались в течение процесса записи, намного больше чем в течение записи предыдущих альбомов. Мы работали более коллективно, каждое предложение или идея была учтена и это сказалось на звучании альбома, таким образом я определённо горжусь этим альбомом, и я уверен, что другие парни тоже».

## Издание альбома
Альбом World Painted Blood вышел в трех вариантах — лимитированный CD с многостраничным буклетом, делюксовый CD/DVD, высококачественный 180-граммовый виниловый вариант. DVD содержит 20 минутный фильм Playing With Dolls снятый режиссёром «Metalocalypse» и давним фанатом Slayer Марком Бруксом, который включён в подарочное издание альбома «World Painted Blood». Фильм был навеян песнями альбома «World Painted Blood» — в частности, «Playing With Dolls» Джеффа Ханнемана, название которой он и носит — и сочетает элементы мультипликации и фотографии в стиле, похожем на стиль графического романа. Саундтрек для видео «Playing With Dolls» включает видео с отрывками всех одиннадцати песен с альбома «World Painted Blood», кроме того, музыка для главы № 7 взята из «Atrocity Vendor», новой песни, которая не включена в альбом.

## Синглы
Первым синглом с нового альбома стала песня «Psychopathy Red» о серийном убийце Андрее Чикатило, сингл вышел на красном виниле в виде 7-дюймового диска 18 апреля 2009 года. 28 июля 2009 года, вышел второй сингл «Hate Worldwide», этот сингл был выпущен как компакт-диск, исключительно доступный только через Hot Topic. Заглавная песня альбома и третий сингл с него «World Painted Blood» была выпущена 28 сентября 2009 года на MySpace Slayer.

## Тематика песен
- Песня «Unit 731» посвящена японскому специальному отряду 731, известному жестокими опытами над людьми.
- Песня «Psychopathy Red» повествует о серийном убийце Андрее Чикатило.
- Песня «Beauty Through Order» посвящена кровавой графине Елизавете Батори.
- Керри Кинг сказал о песне «Americon» следующее: «Эта песня о том, что, по моему мнению, остальной мир думает об Америке. Возможно, наша страна и не стоит в ваших списках в приоритете, мне нет дела до того, что вы думаете о нашем правительстве, о нашей экономике и так далее. Я тут живу, и это одно из самых лучших мест в мире, какое я когда-либо открывал для себя. Так что идите вы к черту, если не любите Америку.»[24]

## Отзывы критиков
Отзывы критиков относительно альбома World Painted Blood были очень положительными, большинство рецензентов видят этот альбом, как усовершенствование альбома Christ Illusion, в то время как другие похвалили альбом за то, что он сочетает в себе больше мелодичности в песнях по сравнению с предыдущими альбомами Slayer. Некоторые из рецензентов также сравнили этот альбом с лучшими альбомами Slayer такими как: Hell Awaits, Reign in Blood, South of Heaven и Seasons in the Abyss.

## Даты выпуска
Альбом был выпущен 28 октября 2009 в Японии, и 30 октября 2009 в Австралии. Альбом был выпущен 3 ноября 2009 в Северной Америке и 2 ноября 2009 по всему миру.

## Список композиций
| №                   | Название                                                                    | Текст песни           | Музыка              | Длительность |
| ------------------- | --------------------------------------------------------------------------- | --------------------- | ------------------- | ------------ |
| 1.                  | «World Painted Blood (рус. Мир, крашенный кровью)»                          | Арайа, Ханнеман       | Ханнеман            | 5:53         |
| 2.                  | «Unit 731 (рус. Подразделение 731)»                                         | Ханнеман              | Ханнеман            | 2:39         |
| 3.                  | «Snuff (рус. Снафф)»                                                        | Кинг                  | Кинг                | 3:42         |
| 4.                  | «Beauty Through Order (рус. Красота через приказ)»                          | Арайа, Ханнеман       | Ханнеман            | 4:36         |
| 5.                  | «Hate Worldwide (рус. Ненависть по всему миру)»                             | Кинг                  | Кинг                | 2:52         |
| 6.                  | «Public Display of Dismemberment (рус. Публичная демонстрация расчленения)» | Кинг                  | Кинг                | 2:34         |
| 7.                  | «Human Strain (рус. Человеческое естество)»                                 | Арайа, Ханнеман       | Ханнеман            | 3:09         |
| 8.                  | «Americon (рус. Американщина)»                                              | Кинг                  | Кинг                | 3:22         |
| 9.                  | «Psychopathy Red (рус. Кровавая психопатия)»                                | Ханнеман              | Ханнеман            | 2:26         |
| 10.                 | «Playing with Dolls (рус. Игра в куклы)»                                    | Ханнеман, Кинг, Арайа | Ханнеман            | 4:13         |
| 11.                 | «Not of This God (рус. Не от Бога сего)»                                    | Кинг                  | Кинг                | 4:20         |
| Общая длительность: | Общая длительность:                                                         | Общая длительность:   | Общая длительность: | 39:52        |

### DVD Playing With Dolls Deluxe Edition
| №                   | Название                          | Длительность |
| ------------------- | --------------------------------- | ------------ |
| 1.                  | «Intro»                           |              |
| 2.                  | «World Painted Blood»             |              |
| 3.                  | «Snuff»                           |              |
| 4.                  | «Playing With Dolls»              |              |
| 5.                  | «Public Display of Dismemberment» |              |
| 6.                  | «Hate Worldwide»                  |              |
| 7.                  | «Americon»                        |              |
| 8.                  | «Atrocity Vendor»                 |              |
| 9.                  | «Human Strain»                    |              |
| 10.                 | «Beauty Through Order»            |              |
| 11.                 | «Psychopathy Red»                 |              |
| 12.                 | «Not of This God»                 |              |
| 13.                 | «Unit 731»                        |              |
| 14.                 | «Credits»                         |              |
| Общая длительность: | Общая длительность:               | 18:42        |

## В записи участвовали
- Том Арайа — вокал, бас-гитара
- Джефф Ханнеман — гитара
- Керри Кинг — гитара
- Дэйв Ломбардо — ударные

### Производство
- Грег Фидельман — продюсер, инженеринг, миксинг
- Рик Рубин — исполнительный продюсер

## Чарты
| Чарт(2009)                            | Позиция |
| ------------------------------------- | ------- |
| Австралия (ARIA)                      | 9       |
| Австрия (Ö3 Austria)                  | 13      |
| Бельгия/Фландрия (Ultratop)           | 38      |
| Бельгия/Валлония (Ultratop)           | 40      |
| Канада (Canadian Albums Chart)        | 8       |
| Дания (Hitlisten)                     | 21      |
| Нидерланды (Album Top 100)            | 15      |
| Финляндия (Suomen virallinen lista)   | 12      |
| Франция (SNEP)                        | 28      |
| Германия (Offizielle Top 100)         | 7       |
| Греция (IFPI)                         | 26      |
| Венгрия (MAHASZ)                      | 27      |
| Ирландия (IRMA)                       | 38      |
| Италия (Classifica album)             | 26      |
| Япония (Oricon)                       | 20      |
| Новая Зеландия (RMNZ)                 | 16      |
| Норвегия (VG-lista)                   | 15      |
| Польша (ZPAV)                         | 16      |
| Испания (PROMUSICAE)                  | 56      |
| Швеция (Sverigetopplistan)            | 21      |
| Швейцария (Schweizer Hitparade)       | 14      |
| Великобритания (UK Albums Chart)      | 41      |
| США (Billboard 200)                   | 12      |
| США (Billboard Digital Albums)        | 18      |
| США (Billboard Top Hard Rock Albums)  | 2       |
| США (Billboard Top Rock Albums)       | 4       |
| США (Billboard Top Tastemaker Albums) | 1       |